# Elezioni legislative in Francia del 1885
Le elezioni legislative in Francia del 1885 per eleggere i 584 membri della Camera dei Deputati si sono tenute dal 4 al 18 ottobre. Il sistema elettorale utilizzato fu un maggioritario a doppio turno dipartimentale, comprendente anche circoscrizioni della Francia d'oltremare.
Per la prima volta dal 1871, la Camera conseguente alle elezioni presentò una maggioranza relativa di destra, complice anche la compromissione dell'establishment repubblicano in seguito allo scandalo di Panama. Ciononostante, ai 200 seggi dei repubblicani "opportunisti" vi si aggiunsero quelli del centro-sinistra e dei radicali, che riuscirono a formare un governo anti-monarchico.

## Risultati
| Partito                                    | Partito           | Voti       | Voti | Seggi |
| Partito                                    | Partito           | Numero     | %    | Seggi |
| ------------------------------------------ | ----------------- | ---------- | ---- | ----- |
|                                            | Destra            | 2 735 678  | 34,5 | 201   |
|                                            | Sinistra          | 2 711 890  | 34,2 | 200   |
|                                            | Centro-sinistra   | 1 125 989  | 14,2 | 83    |
|                                            | Estrema sinistra  | 816 739    | 10,3 | 60    |
|                                            | Sinistra radicale | 547 135    | 6,9  | 40    |
| Totale voti                                | Totale voti       | 7 937 431  | 100  | 584   |
| Elettori iscritti                          | Elettori iscritti | 10 278 979 | –    | –     |
| Astenuti                                   | Astenuti          | 2 341 548  | 22,8 | –     |
| Fonte: Rois & Présidents, France Politique |                   |            |      |       |